# Listă de sculptori francezi
Aceasta este o listă de sculptori francezi.

## A
- Michel Victor Acier
- Jean Arp

## B
- Frédéric Auguste Bartholdi

## C
- Antonin Carlés
- Jean-Baptiste Carpeaux
- César
- Antoine-Denis Chaudet
- Camille Claudel
- Othon Coubine

## D
- Jules Dalou
- Charles Despiau
- Paul Dubois
- Jean Dubuffet
- Raymond Duchamp-Villon

- Antoine Étex

## F
- Alexandre Falguière

## H
- Jean Antoine Houdon

## I
- Antonin Idrac

## L
- Georges Lacombe
- Henri Lemaire
- André Lhote

## M
- Antonin Mercié
- Hippolyte Moulin

## P
- Auguste Préault

## R
- Auguste Rodin
- Francois Rude

## S
- Niki de Saint Phalle